# Langoustier

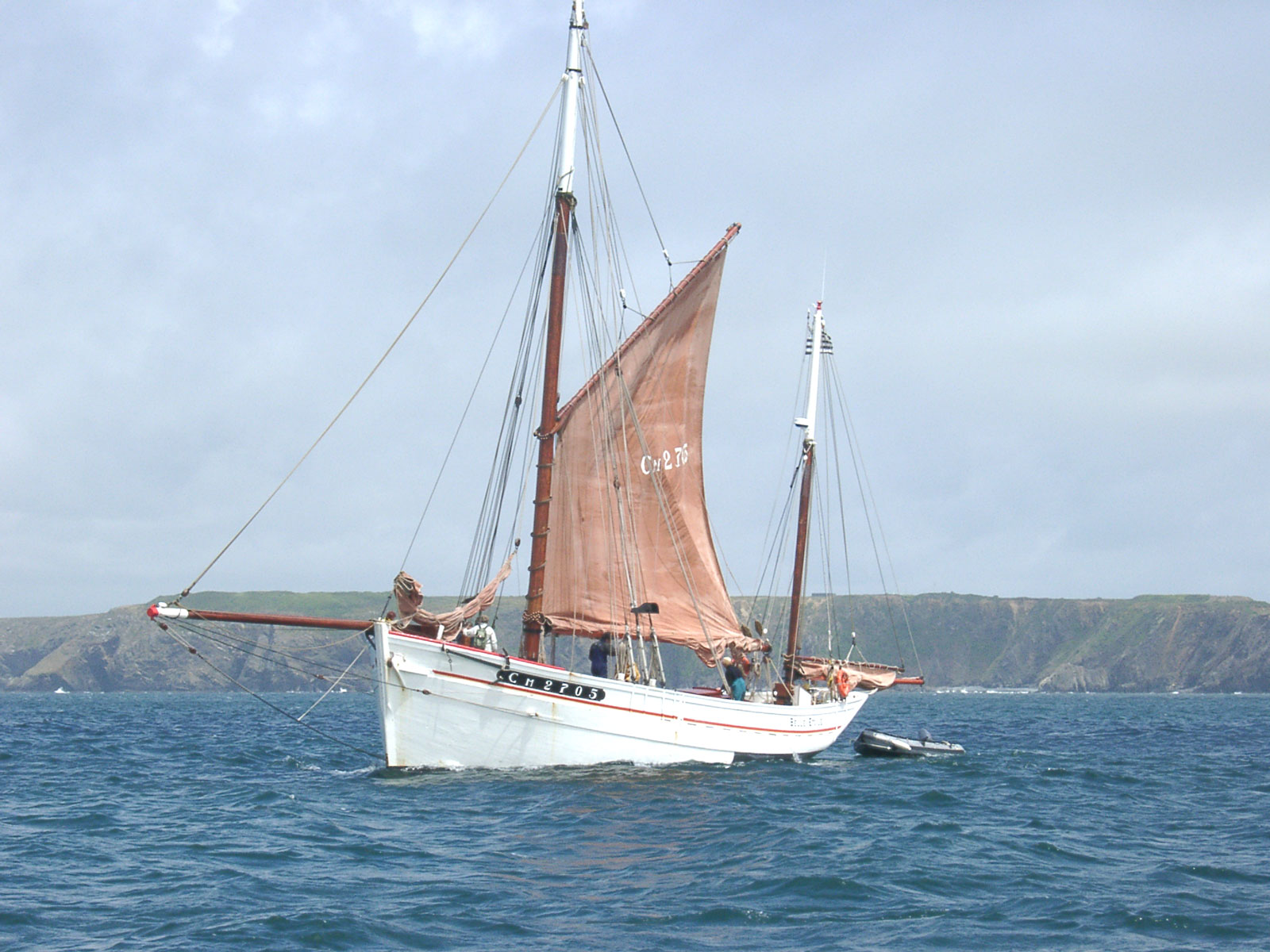
La Belle-Étoile, réplique d'un dundee langoustier de Camaret de 18 mètres

Un langoustier est un bateau équipé pour la pêche à la langouste.

## Présentation
Les bateaux sont variables suivant les ports d'armement : lougres,  sloops, cotres, dundees. Pour la pêche lointaine, ces dernières dépassent 50 tonneaux. La plupart sont équipés d'un vivier placé au centre et maintenu en communication constante avec la mer. Dès le début du XVIIIe siècle, des voiliers équipés d'un vivier collectent des crustacés en vie, comme l'attestent les procès-verbaux de Le Masson du Parc (1728), ainsi que le Traité des Pesches de Duhamel du Monceau, 40 ans plus tard. 
Autrefois, appelés « homardiers », ils opéraient entre Saint-Malo et Brest, ensuite en mer d'Iroise.  Construits à Paimpol, à  partir du milieu du XIXème siècle, ils transportaient les captures pour ravitailler les viviers (Valentine Cartier d'Ambroise, Le littoral de France,vol. 2, 1890-1892. 
Durant les années 1960 à 1990, une partie des langoustiers participe à des campagnes de pêche au large de la Mauritanie (période dite de la « pêche mauritanienne »), puis au large du Brésil.
Les langoustiers modernes font 30 mètres de long et peuvent embarquer de 30 à 40 tonnes de langoustes vivantes en vivier.
Le terme de langoustier désigne également les filets en forme de balance profonde pour prendre les langoustes. Longs d'une trentaine de mètres, ils sont mouillés verticalement sur les fonds de sable environnés de rochers. Ils sont installés dans la journée et relevés le lendemain.

## Langoustiers historiques
- Le Notre-Dame de Rocamadour, langoustier à vivier « mauritanien » de la seconde moitié du XXe siècle, visitable au Port-musée de Douarnenez jusqu'en 2013, il est décidé en 2023 de le déconstruire, le coût de restauration de 3 millions d'euros ne pouvant être financé.
- La Belle-Étoile, réplique d'un dundee langoustier de Camaret de 18 mètres.
- Le Corbeau des mers, ancien langoustier de l'île de Sein, qui a joué un rôle historique (à la suite de l'appel depuis Londres, du général De Gaulle).
- Le Cap Sizun, réplique d'un Langoustier d'Audierne.